# Joseph I. Galesiotes

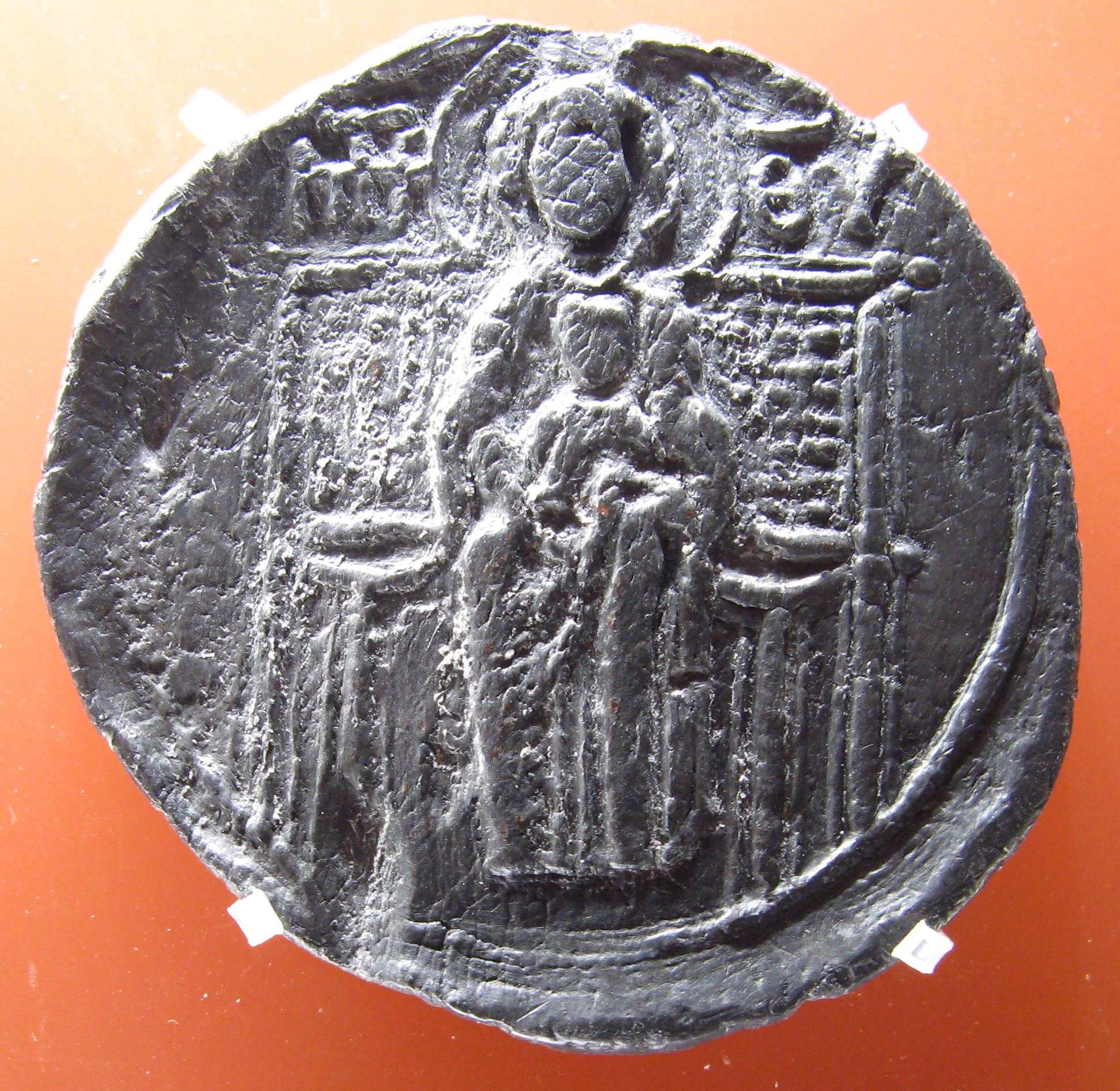
Seal

Joseph I. Galesiotes (griechisch Ιωσήφ Α´ Γαλησιώτης; † 23. März 1283) war Patriarch von Konstantinopel (1267–1275 und 1283). Er wird in den orthodoxen Kirchen als Bekenner verehrt. Gedenktag ist der 30. Oktober.

## Leben
Herkunft und Geburtsjahr sind nicht überliefert. Joseph war acht Jahre lang verheiratet. Dann wurde er Mönch. Von 1222 bis 1254 war er Anagnostes (Lektor). 1249/1260 war er Abt im Lazarus-Kloster auf dem Berg Galesios.
1264 wurde er von Kaiser Michael VIII. Palaiologos zu Patriarch Arsenios geschickt, um die Rücknahme von dessen Exkommunikation des Kaisers zu erbitten. Arsenios verweigerte dies.
Am 28. Dezember 1266 wurde Joseph vom Kaiser zum neuen Patriarchen von Konstantinopel ernannt. Joseph machte die Exkommunikation rückgängig. Es entstand eine Spaltung in der byzantinischen Kirche zwischen Befürwortern („Arseniten“) und Gegnern („Josephiten“) der Exkommunikation. Diese wurde erst 1315 beendet. 
1272 leitete Joseph die Krönung von Andronikos II. zum Mitregenten.
Joseph war wie weite Teile des Klerus und der Bevölkerung gegen die von Kaiser Michael geplante Union der orthodoxen mit der katholischen Kirche unter den vorgesehenen Bedingungen. 1274 nahm er deshalb nicht an den Verhandlungen zur Union auf dem Konzil von Lyon teil. Am 9. Januar 1275 trat er von seinem Amt zurück und zog sich ins Kloster zurück.
Am 31. Dezember 1282 wurde er vom neuen Kaiser Andronikos II. wieder zum Patriarchen von Konstantinopel ernannt. Am 23. März 1283 starb er.
Patriarch Gregor II. erklärte ihn zum Bekenner der orthodoxen Kirche.